# Valor (partido político)
Valor es un partido político guatemalteco de ideología conservadora, fundado en mayo de 1994 (Como Partido Libertador Progresista), en la actualidad su secretario general es Elmer Palencia quien funge como diputado .

## Historia

### Como Partido Libertador Progresista
El PLP se constituyó en 1990 por iniciativa de un grupo de ciudadanos de Quetzaltenango encabezados por el pastor evangélico Noé Reyes del Águila , el nombre que sus fundadores  le dieron inicialmente fue el de Partido Liberal Progresista que fue el mismo que tuvo la organización política que fundó el general Jorge Ubico y que lo llevó a la presidencia en 1931. El PLP fue inscrito como partido político el lunes 7 de marzo de 1994.
Aproximadamente un año después el partido asumió su nombre oficial (Partido Libertador Progresista), lo cual ocurrió cuando ingresó al mismo Acisclo Valladares Molina como su principal líder en 1995, el mismo adquirió notoriedad pública como jefe del Ministerio Público durante el gobierno de Jorge Serrano Elías (1991-1993) poco después de su ingreso al PLP Valladares fue electo como secretario general de dicha organización en reemplezo de Raúl Gavarrete Soberón .

#### 1995
Su primer candidato presidencial fue Acisclo Valladares Molina, quien fue procurador general de la Nación y jefe del Ministerio público y embajador de Guatemala en Reino Unido.En 1995 Valladares obtuvo 80,761 votos y con un 5.21% que lo posicionaba en el 5° lugar sin lograr representar el congreso pero si un diputado al Parlamento Centroamericano y 2 alcaldías:San Miguel Sigüilá , Quetzaltenango y Patzité, Quiché.

##### 1999
En las Elecciones generales de 1999 Valladares vuelve a postularse para presidente con 67,924 votos y con un 3.10% que lo puso en el 4° lugar el PLP logró un diputado por lista nacional ,4 alcaldías:Pasaco y Conguaco ,Jutiapa,Sanarate,El Progreso y Malacatán, Huehuetenango  y la reelección de su único diputado al Parlacen.

###### (2003-2015)
El PLP participó en las elecciones generales de 2003 solo en las elecciones de diputados distritales y municipales , su desempeño fue totalmente marginal y pobre y en coalición apoyó al Desarrollo Integral Auténtico en la capital pero no logró ningún diputado y ninguna alcaldía habiendo postulando apenas 13 de 331 , esto hizo que el partido fuera suspendido en las elecciones de 2007,2011 y 2015 y más tarde no contar con más afiliados por lo que de ahí vino su cambio de nombre a Valor.

### Refundación
El 30 de octubre de 2016 el Partido Libertador Progresista solicitó el cambio de nombre a «Valor», siendo oficializado a inicios de 2017. En ese momento tenía más de veintisiete mil afiliados. En la práctica, es el sucesor de facto del Frente Republicano Guatemalteco porque muchos exmiembros de este se incorporaron. El partido es conducido desde sus inicios por Ana Ingrid Bernat Cofiño. El primer acto público del partido se celebró el 26 de mayo de 2017. Su líder es la exdiputada y candidata presidencial en 2015, 2019 y 2023, Zury Ríos.

### Elecciones generales de 2019
El 2 de diciembre de 2018 el partido político Valor anunció la candidatura presidencial de Zury Ríos para las elecciones generales de 2019 pero su candidatura fue inhabilitada por los tribunales de justicia debido a que se consideró que incumplía con requisitos constitucionales por ser hija de un presidente de facto, todo a pesar de que en 2015 si le permitieron particular como candidata.
Previo a la campaña electoral de 2019, Valor se mostraba como la tercera fuerza política con mayor intención de voto. En total logró 9 diputados en el congreso de Guatemala, 15 corporaciones municipales y 1 diputado en el Parlamento Centroamericano.

### Elecciones generales de 2023
A principios de 2022, se anunció una coalición electoral entre Valor y el Partido Unionista para participar en las elecciones generales de 2023. El 11 de diciembre de 2022, la coalición Valor–Unionista anunció a Zury Ríos como su precandidata presidencial y Héctor Cifuentes como su candidato vicepresidencial. El 27 de enero de 2023 el Tribunal Supremo Electoral de Guatemala aceptó su candidatura. El candidato presidencial Edmond Mulet, por medio de su partido Cabal presentó una impugnación contra su inscripción, pero fue rechazada por los magistrados del tribunal electoral, posteriormente presentó apelaciones ante la Corte Suprema de Justicia y la Corte de Constitucionalidad, pero fueron rechazadas dejando en firme su inscripción permitiéndole participar en las elecciones que se llevarán a cabo en junio.
Previo a la campaña electoral de 2023, Valor experimentó un aumento en la intención de voto y se perfilaba como una de las fuerzas políticas más grandes del país. Sin embargo, a lo largo de la campaña electoral las preferencias fueron disminuyendo a tal punto que en algunas encuestas la candidata presidencial Ríos Sosa aparecía debajo de los 3 primeros lugares, en las primeras fue superada por el tiktoker Carlos Pineda, la ex primera dama Sandra Torres y el diplomático y exdiputado Edmond Mulet. Finalmente en las elecciones presidenciales del 25 de junio obtuvo el sexto lugar por detrás de los últimos dos y de Manuel Conde, Armando Castillo y sorpresivamente de Bernardo Arévalo quién logró pasar a segunda vuelta. Esta caída fue vista por analistas como resultado del rechazo al gobierno de Giammattei al cual siempre fue relacionada Ríos y el partido debido a que este apoyó iniciativas y fue parte de la directiva del congreso que el partido gobernante lideró durante los 4 años.
El 9 de junio se conoció que el partido se incorporó a la Unión de Partidos Latinoamericanos, convirtiéndose en el 29.º miembro de la organización.

## Posiciones políticas
Valor es un partido político que se define así mismo como conservador clásico y de derecha.

## Resultados electorales
| Año electoral | Candidato presidente | Candidato vicepresidente        | 1.ª vuelta         | 1.ª vuelta         | 2.ª vuelta         | 2.ª vuelta         |
| Año electoral | Candidato presidente | Candidato vicepresidente        | Total de votos     | Porcentaje         | Total de votos     | Porcentaje         |
| Como PLP      | Como PLP             | Como PLP                        | Como PLP           | Como PLP           | Como PLP           | Como PLP           |
| ------------- | -------------------- | ------------------------------- | ------------------ | ------------------ | ------------------ | ------------------ |
| 1995          | Acisclo Valladares   | Daniel Agustín Gonzales Estrada | 80.761             | 5,21 % (5.º)       |                    |                    |
| 1999          | Acisclo Valladares   | José Guillermo Salazar Santizo  | 67.924             | 3.10 % (4.º)       |                    |                    |
| Como Valor    |                      |                                 |                    |                    |                    |                    |
| 2019          | Zury Ríos            | Roberto Molina Barreto          | No pudo participar | No pudo participar | No pudo participar | No pudo participar |
| 2023          | Zury Ríos            | Héctor Cifuentes                | 366.574            | 8.70 % (6.º)       |                    |                    |

### Legislativos
Estos son los resultados que obtuvo en las participaciones que tuvo a partir de 1995:
| Año electoral | Distritales    | Distritales | Distritales | Distritales | Listado Nacional | Listado Nacional | Listado Nacional | Listado Nacional | Total    |
| Año electoral | Total de votos | Porcentaje  | Escaños     | +/-         | Total de votos   | Porcentaje       | Escaños          | +/-              | Total    |
| Como PLP      | Como PLP       | Como PLP    | Como PLP    | Como PLP    | Como PLP         | Como PLP         | Como PLP         | Como PLP         | Como PLP |
| ------------- | -------------- | ----------- | ----------- | ----------- | ---------------- | ---------------- | ---------------- | ---------------- | -------- |
| 1995          | 44.542         |             | 0/64        |             | 58.492           | 3,97 %           | 0/16             |                  | 0/80     |
| 1999          | 99.746         |             | 0/91        | =           | 84.030           |                  | 1/22             | 1                | 1/113    |
| 2003          | 2,868          |             | 0/127       | =           | No participó     | No participó     | 0/31             | 1                | 0/158    |
| Como Valor    |                |             |             |             |                  |                  |                  |                  |          |
| 2019          | 215.338        |             | 8/128       | 8           | 183.814          | 4,55 %           | 1/32             | 1                | 9/160    |
| 2023          |                |             | 10/128      | 2           | 230.371          | 5,52 %           | 2/32             | 3                | 12/160   |

### Municipales
| Comicios   | Votos    | %        | Alcaldes | Alcaldes en coalición     |
| Como PLP   | Como PLP | Como PLP | Como PLP | Como PLP                  |
| ---------- | -------- | -------- | -------- | ------------------------- |
| 1995       | 39.559   | 0,67 %   | 2/300    | No participó en coalición |
| 1998       | 16.483   | 3,3 %    | 0/30     | 1/30                      |
| 1999       | 83.313   | 1,21 %   | 4/330    | No participó en coalición |
| 2003       | 4,280    | 0,02 %   | 0/331    | No participó en coalición |
| Como Valor |          |          |          |                           |
| 2019       |          |          | 15/340   | No participó en coalición |
| 2023       |          |          | 14/340   | 9/340                     |

### Parlamento Centroamericano
| Año electoral | Total de votos | Porcentaje   | Escaños      | +/-          |
| Como PLP      | Como PLP       | Como PLP     | Como PLP     | Como PLP     |
| ------------- | -------------- | ------------ | ------------ | ------------ |
| 1995          | 59.243         | 4,09 %       | 1/20         | 1            |
| 1999          |                |              | 1/20         | =            |
| 2003          | No participó   | No participó | No participó | No participó |
| Como Valor    |                |              |              |              |
| 2019          | 178.601        | 5,36 %       | 1/20         | 1            |
| 2023          | 257.464        | 6,96 %       | 2/20         | 1            |